# Laird
För andra betydelser, se Laird (olika betydelser).
Laird är i Skottland titeln för en ägare av ett skotskt gods. Det är inte en adelstitel.

## Innehav
Värdigheten som laird kan bara innehas av dem som är officiellt erkända som sådana av Lord Lyon King of Arms. För ett sådant erkännande krävs ett visst markägande.

## Rangordning
En laird motsvarar ungefär en engelsk esquire, men har i Skottland högre rang än sådana. I Skottland placeras en laird i rangordning under en baron men över en gentleman. Då skall det noteras att en skotsk baron står i rang under en Lord of Parliament, den skotska motsvarigheten till en engelsk eller brittisk friherre. Titeln laird är inte en adelstitel.

## Namnformer
En laird bär vanligen namnet N.N. of (godsets namn). Han har traditionellt rätt till hederstiteln The Much Honoured. En kvinnlig laird och hustrun till en laird har titeln Lady. En manlig arvinge har rätt att bära titeln The Younger i förkortad form efter sitt namn; N.N. of (godsets namn), yr. En kvinnlig arvinge bär titeln Maid of (godsets namn) efter sitt namn. Yngre söner bär en vanlig borgerlig namnform: Mr. N.N. Yngre ogifta döttrar använder namnformen Miss N.N. of (godsets namn).

## Etymologi
Ordet laird är etymologiskt samma ord som lord, men har en annan betydelse. En skotsk lord tillhör aristokratin, innehar en pärsvärdighet och hade innan 1707 haft säte i det skotska parlamentet.